# Llista de les banderes de Nova Zelanda
Aquesta llista conté les diferents banderes que s'utilitzen o s'han utilitzat a Nova Zelanda.

## Bandera nacional
| Bandera                                      | Data          | Ús                                           | Descripció |
| -------------------------------------------- | ------------- | -------------------------------------------- | --- |
| Bandera de Nova Zelanda                      | 1902–avui dia | Bandera nacional                             | Pavelló blau carregat amb quatre estels vermells de cinc puntes i vores blanques a la meitat dreta del vol, que representa la constel·lació de la Creu del Sud. |
| Bandera de Nova Zelanda 1867-1869            | 1867–1869     | Bandera nacional                             | Pavelló blau carregat amb les inicials "NZ" en vermell i fimbriades en blanc.                                                                                   |
| Bandera de les Tribus Unides de Nova Zelanda | 1834–1840     | Bandera de les Tribus Unides de Nova Zelanda | Basada en el Pavelló blanc. Dues creus de sant Jordi i quatre estels de vuit puntes al quarter sobre fons blau marí.                                            |

## Banderes personals

### Sobirà
| Bandera                         | Data      | Ús                                                                         | Descripció |
| ------------------------------- | --------- | -------------------------------------------------------------------------- | --- |
| Estandard reial de Nova Zelanda | 1962–2022 | Estendard personal de la reina Elisabet II com a sobirana de Nova Zelanda. | Consisteix en un estendard extret de l'escut de Nova Zelanda, consistent en cinc seccions on es representa l'emblema heràldic. Al centre es sobreposa un disc blau amb la lletra E (d'Elisabeth) coronada i envoltat d’una garlanda de roses daurades, extreta de la bandera personal de la reina. |

### Governador General
| Bandera                                           | Data          | Ús                                                 | Descripció |
| ------------------------------------------------- | ------------- | -------------------------------------------------- | --- |
| Bandera del Governador-General de Nova Zelanda    | 2008–avui dia | Bandera del Governador-General de Nova Zelanda.    | L'escut de Nova Zelanda coronat per la Corona Reial (representada com la corona de Sant Eduard) en un camp blau marí. |
| Bandera del Representant del Rei a les Illes Cook | 1979–avui dia | Bandera del Representant del Rei a les Illes Cook. | Bandera de les Illes Cook amb la Corona Reial al centre de l'anell de 15 estrelles.                                   |

#### Governador General històriques
| Bandera                                  | Data      | Ús                                              | Descripció |
| ---------------------------------------- | --------- | ----------------------------------------------- | --- |
| Bandera del Governador 1869–1874         | 1869–1874 | Bandera del Governador de Nova Zelanda.         | Bandera del Regne Unit carregada amb quatre estrelles blanques de cinc puntes. |
| Bandera del Governador 1874–1908         | 1874–1908 | Bandera del Governador de Nova Zelanda.         | Bandera del Regne Unit carregada al centre amb un disc blanc amb quatre estrelles vermelles de cinc puntes envoltant les inicials "NZ", i tot envoltat per una corona verda.                 |
| Bandera del Governador 1908–1936         | 1908–1936 | Bandera del Governador de Nova Zelanda.         | Bandera del Regne Unit carregada al centre amb un disc blanc amb quatre estrelles vermelles de cinc puntes envoltant les inicials "NZ", i tot envoltat per una corona de fulles de falguera. |
| Bandera del Governador-General 1936–1947 | 1936–1947 | Bandera del Governador-General de Nova Zelanda. | Sobre un camp blau marí, un lleó dempeus damunt d'una corona Tudor, i aquesta damunt una cinta amb la inscripció "DOMINION OF NEW ZEALAND".                                                  |
| Bandera del Governador-General 1947–1952 | 1947–1952 | Bandera del Governador-General de Nova Zelanda. | Mateix disseny que l'anterior però la inscripció de la cinta canvia a "NEW ZEALAND". |
| Bandera del Governador-General 1952–2008 | 1952–2008 | Bandera del Governador-General de Nova Zelanda. | Mateix disseny que l'anterior però la corona es canvia per una corona de sant Eduard. La resta es manté igual.                                                                               |

## Pavellons
| Bandera                                         | Data          | Ús                                              | Descripció |
| ----------------------------------------------- | ------------- | ----------------------------------------------- | --- |
| Pavelló vermell neozelandès                     | 1901–avui dia | Pavelló vermell neozelandès                     | Pavelló vermell britànic carregat al vol amb quatre estels blancs de cinc puntes.                                           |
| Pavelló naval neozelandès                       | 1968–avui dia | Pavelló naval neozelandès                       | Pavelló blanc britànic carregat al vol amb quatre estels vermells de cinc puntes.                                           |
| Bandera de la Reial Força Aèria de Nova Zelanda | 1939–avui dia | Pavelló de la Reial Força Aèria de Nova Zelanda | Pavelló britànic amb el camp blau clar carregat amb l'escarapel·la aeronàutica de la Reial Força Aèria amb les inicials NZ. |
| Pavelló de l'aviació civil neozelandesa         | 1938–avui dia | Pavelló de l'aviació civil neozelandesa         | Pavelló de l'aire britànic amb l’afegit dels quatre estels vermells al quarter inferior del vol.                            |
| Bandera de la policia neozelandesa              |               | Bandera de la Policia de Nova Zelanda           | Pavelló blau carregat amb la bandera estatal al quarter i l'emblema de la Policia al vol.                                   |
| Bandera del Servei de Duanes neozelandès        | 1966–avui dia | Bandera del Servei de Duanes                    | Bandera estatal amb la inscripció "NZ CUSTOMS SERVICE" en blanc al costat del pal.                                          |
| Pavelló del Royal New Zealand Yacht Squadron    | 1966–avui dia | Pavelló del Royal New Zealand Yacht Squadron    | Una creu blanca sobre un camp blau marí, amb la bandera de Nova Zelanda al quarter.                                         |

## Estats associats i territoris
| Bandera                           | Data          | Ús                                             | Descripció |
| --------------------------------- | ------------- | ---------------------------------------------- | --- |
| Bandera de les Illes Cook         | 1979–avui dia | Bandera de les Illes Cook                      | Pavelló blau britànic amb un disc al vol format per quinze estels blancs de cinc puntes. |
| Bandera de Niue                   | 1975–avui dia | Bandera de Niue                                | Pavelló britànic però de camp groc i modificada amb cinc estrelles grogues de cinc puntes, una central sobre un disc blau i quatre que formen una creu damunt la creu vermella de la bandera del Regne Unit. Fou dissenyada per Patricia Rex.                                                                                       |
| Bandera de Tokelau                | 2008–avui dia | Bandera de Tokelau                             | Bandera de fons blau marí amb la silueta d'un vaixell i una vela en color groc a la part central navegant cap a una Creu del Sud en blanc al costat del pal. |
| Bandera de les Illes Chatham      | 1993–avui dia | Bandera de les Illes Chatham                   | Bandera no oficial formada per la silueta centrada en verd de l'illa i la de la llacuna Te Whanga representada en blanc sobre un camp blau cel. Darrere d'aquesta silueta hi ha una representació d'un sol naixent en groc, una al·lusió al nom de l'illa en llengua moriori: Rekohu, que significa "sol naixent". Proporcions 1:2. |
| Bandera de la Dependència de Ross | 1995          | Proposta de bandera per la Dependència de Ross | Es tracta de la bandera nacional, però en un blau gris pàl·lid, que representa el cel i el mar de l'Antàrtida, en lloc del tradicional blau marí. Una franja blanca, que representa el mateix casquet glacial, recorre la base de la bandera.                                                                                       |

## Maoris
| Bandera                     | Data          | Ús                                                                   | Descripció |
| --------------------------- | ------------- | -------------------------------------------------------------------- | --- |
| Bandera nacional maori      | 1990–avui dia | Bandera nacional maori                                               | Bandera dividida horitzontalment en dos per un koru blanc (nom en maori de la fronda de falguera encrespada), descentrat cap al pal, i que separa la part superior negra de la inferior de color vermell. |
|                             | 1834–avui dia | Versió no oficial de la bandera de les Tribus Unides de Nova Zelanda | Versió de la bandera de les Tribus Unides de Nova Zelanda però amb el fimbriat en negre. |
| Estendard Te Atairangikaahu | 1966-2006     | Estendard Te Atairangikaahu                                          | Estendard adoptat durant el regnat de la Te Arikinui Dame Te Atairangikaahu. |
| Bandera Kotahitanga         |               | Bandera del moviment Kotahitanga                                     | Bandera no oficial utilitzada pel moviment Kotahitanga (amb l'objectiu d'unificar els maoris sobre una base pantribal). Formada per tres franges horitzontals de vermell, blanc i negre, amb un emblema circular descentrat cap al pal que conté un rotlle que representa el Tractat de Waitangi dins d'una vora de koru que conté la paraula "KOTAHITANGA" (unitat). |
| Bandera Takitimu            |               | Bandera Takitimu                                                     | Pavelló vermell britànic amb el nom "TAKITIMU" en blanc. |
| Bandera de Takaparawhau     | 1977          | Bandera de Takaparawhau/Bastion Point                                | Bandera utilitzada a la manifestació de Takaparawhau/Bastion Point contra l'ocupació de la terra per part dels colons europeus. Dues franges horitzontals de vermell i negre carregada amb un disseny de mangopare (tauró martell) en blanc, que representen la tenacitat.                                                                                            |

## Municipals
| Bandera                     | Data          | Ús                          | Descripció |
| --------------------------- | ------------- | --------------------------- | --- |
| Bandera d'Auckland          | 1980–2010     | Bandera d'Auckland          | Formada a partir de l'escusó de l'escut d'armes de la ciutat. Bandera dividida en tres parts; una cornucòpia daurada sobre fons blau al quarter superior esquerra; un pic i una pala encreuats sobre fons vermell; i a la meitat inferior la silueta d'un vaixell negre sobre una estreta franja blau marí. |
|                             | 1976–avui dia | Bandera de Christchurch     | Formada a partir de l'escusó de l'escut d'armes de la ciutat. Una franja superior blau marí amb quatre lymphads daurats; la part inferior de fons groc amb un xebró abaixat vermell carregant una mitra, una garba i un velló d'or. Sota el xebró dues faixes onades estretes en blau.                      |
| Bandera de Dunedin          | 1979–avui dia | Bandera de Dunedin          | Formada a partir de l'escusó de l'escut d'armes de la ciutat. Fons blanc amb una faixa viperada verda amb un rencontre de moltó i dues garbes a banda i banda; coronada per un castell de sable de tres torres sobre una roca, i sota d'ella una lymphad.                                                   |
| Bandera de Nelson           | 1987–avui dia | Bandera de Nelson           | Formada a partir de l'escusó de l'escut d'armes de la ciutat. El terç superior de la bandera és blau cel amb una mitra, els 2/3 inferiors són faixes ondades de blanc i blau amb una creu grega florejada treta de l'escut d'armes del cotraalmirall britànic Horatio Nelson.                               |
| Bandera d'Otago             | 2004–avui dia | Bandera d'Otago             | Bandera amb partició en viperat, sent la part superior blava i la inferior groga. Cadascuna d'elles carrega un estel de vuit puntes amb el color contraposat. |
| Bandera de Palmerston North | 1990–avui dia | Bandera de Palmerston North | Bandera de camp blanc amb l'escut centrat i envoltat pel text en negre "City of Palmerston North" a dalt i "New Zealand" a baix. |
| Bandera de Wellington       | 1962–avui dia | Bandera de Wellington       | Formada a partir de l'escusó de l'escut d'armes de la ciutat. Bandera de camp groc amb una creu negra i un disc blau centrat amb una lymphad que carrega un dofí nedant a la vela. |

## Esportives
| Bandera                 | Data          | Ús                                                                            | Descripció |
| ----------------------- | ------------- | ----------------------------------------------------------------------------- | --- |
| Bandera dels All Blacks | 1987          | Bandera dels All Blacks                                                       | La bandera té l'origen en el logotip dels All Blacks, la selecció nacional de rugbi neozelandesa. Es tracta d'una fulla de falguera platejada sobre un camp negre.                                                     |
|                         | 1979-1994     | Bandera de l'Associació de Jocs Olímpics i de la Commonwealth de Nova Zelanda | Un camp negre carregat amb una fulla de falguera sobre les cinc anelles olímpiques, tot en blanc. |
|                         | 1994-avui dia | Bandera del Comitè Olímpic de Nova Zelanda                                    | Modificació del disseny anterior. Un camp blanc carregat amb la silueta en negre d'una fulla de falguera sobre les cinc anelles olímpiques amb els seus colors corresponents, símbol del Comitè Olímpic Internacional. |

## Religioses
| Bandera                           | Data | Ús                                              | Descripció |
| --------------------------------- | ---- | ----------------------------------------------- | --- |
| Gran Lògia Orange de Nova Zelanda |      | Bandera de la Gran Lògia Orange de Nova Zelanda | Ensenya taronja amb la Creu de Sant Jordi al quarter, i sobre el vol un llibre obert coronat per una corona de Sant Eduard i envoltat per les quatre estrelles de la Creu del Sud de la bandera nacional de Nova Zelanda. |

## Propostes

### Per a l'Illa del Sud
| Bandera                    | Data | Ús                          | Descripció |
| -------------------------- | ---- | --------------------------- | --- |
| Proposta de James Dignan   | 1997 | Proposta de James Dignan    | La bandera conté la creu del sud de la bandera nacional, un vincle amb Nova Zelanda. El blanc i el verd representen les muntanyes, els Alps Neozelandesos, les terres de conreu i els boscos pels quals és famosa i dels quals obté gran part dels seus ingressos.                                                                                     |
| Proposta de Dean Thomas    |      | Proposta de Dean Thomas     | Ensenya blanca per a representar els cims nevats dels Alps Neozelandesos. La franja inferior vermella representa el color tradicional tant dels maoris com de l'Imperi Britànic, que van donar forma a la nació. La inscripció "TE WAI POENAMU" és el nom maori de l'illa del Sud i copia diverses banderes maoris que portaven inscripcions similars. |
| Proposta New Munster Cross |      | Proposta de Richard Prosser | Anomenada New Munster Cross i promoguda pel lobby polític South Island First i el New Munster Party. Consisteix en una creu nòrdica de color verd fimbriada en blau sobre fons blanc que representa els Alps neozelandesos, el verd representa l'exuberant vegetació i les terres de cultiu de l'illa del Sud i el blau representa l'oceà.             |